# ولید بن عمر
ولید بن عمر (انگلیسی: Oualid Ben Amor؛ زادهٔ ۲۴ مهٔ ۱۹۷۶) بازیکن هندبال اهل تونس بود.